# Певницкий, Дмитрий Иванович
Дми́трий Ива́нович Певни́цкий (ок. 1825— 18 февраля 1887) — русский архитектор, автор гражданских и церковных зданий в Архангельске и Москве. Кавалер ордена Святого Станислава III степени.

## Биография
В 1842 году поступил в Московское дворцовое архитектурное училище; окончил его в 1855 году со званием архитекторского помощника и чином коллежского регистратора. В 1857—1875 годах служил в Архангельске архитектором Архангельской казённой палаты. В Архангельске вёл активную архитектурно-строительную практику. В 1858 году Певницкий выполнил рисунок (проект) киота для креста Петра I, за который был удостоен Александром II Высочайшей Благодарности. В 1861 году был произведён в титулярные советники и назначен архитектором придворного ведомства. Переехал в Москву и в апреле 1875 года был назначен архитектором Московского технического училища. В январе 1877 года был назначен Городским участковым архитектором. Службу участковым архитектором на протяжении двух лет совмещал с работой архитектором Московского технического училища за штатом. В 1878 году был награждён орденом Святого Станислава III степени. С 1880 года — участковый архитектор Пятницкой части Москвы (Замоскворечья). Скончался 18 февраля 1887 года.

## Постройки
- Перестройка архангельской конторы Госбанка (1861, Архангельск)[1];
- Доходный дом В. А. Бони (1875, Москва, Пятницкая улица, 20, стр. 2), ценный градоформирующий объект[3];
- Перестройка городской усадьбы П. О. Чихачева (1875, Москва, Большая Татарская улица, 13-15), выявленный объект культурного наследия[3];
- Доходный дом (1877, Москва, Садовническая улица, 69), ценный градоформирующий объект[3];
- Доходный дом Медынцевых (1878, Москва, Покровский бульвар, 6/20 — Хохловский переулок, 20/6, стр. 2), ценный градоформирующий объект[3];
- Богадельня церкви великомученицы Екатерины на Всполье (1879—1880, Москва, Большая Ордынка, 60/2 — Погорельский переулок, 2/60, стр. 1), объект культурного наследия регионального значения[3];
- Перестройка Московской мечети (1880, Москва, Большая Татарская улица, 28, стр. 1)[1][2];
- Доходный дом Медынцевых с хозяйственными постройками (1880—1883, Москва, Покровский бульвар, 8, стр. 1, 3), ценный градоформирующий объект[3];
- Особняк (1885. Москва, Большая Татарская улица, 52, стр. 2)[2].

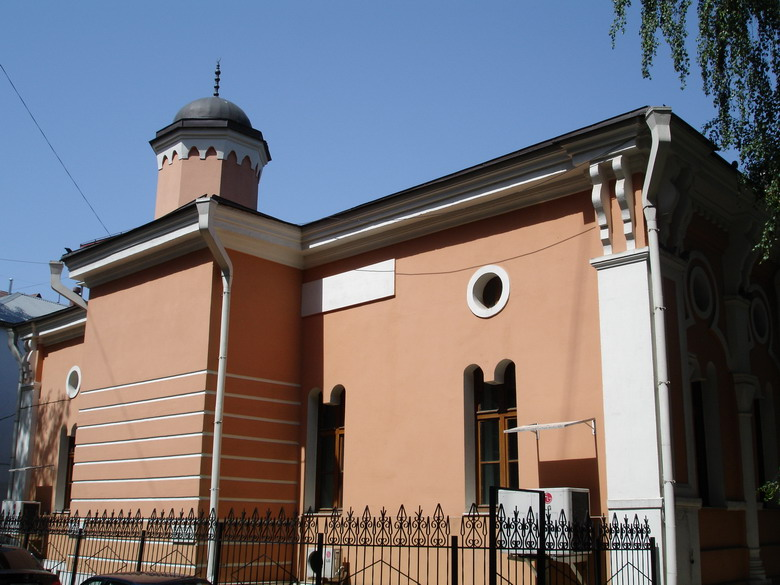
Московская историческая мечеть
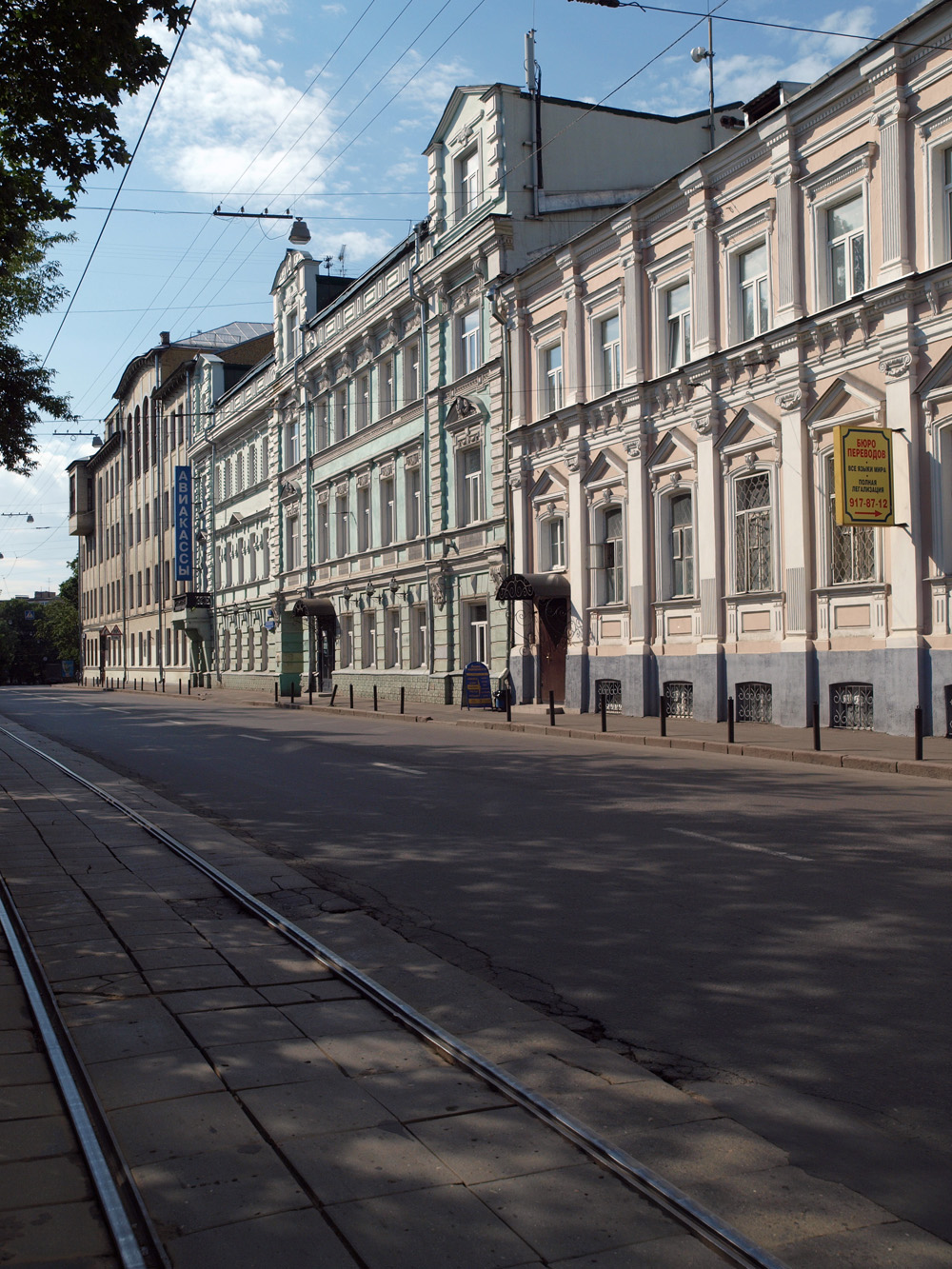
Доходные владения Медынских на Покровском бульваре